# Luigi D'Andrea
Luigi D'Andrea (San Nicola la Strada, 9 luglio 1945 – Dalmine, 6 febbraio 1977) è stato un militare italiano, medaglia d'oro al valor civile.

## Biografia
Luigi D'Andrea, brigadiere della Polizia stradale, nasce il 9 luglio 1945 a San Nicola la Strada.
Muore in servizio con il collega Renato Barborini il 6 febbraio 1977, sotto i colpi di arma da fuoco del pluripregiudicato Renato Vallanzasca. Questi, fermato a un posto di blocco al casello autostradale A4 di Dalmine (BG), aveva aperto il fuoco con due complici sugli agenti D'Andrea e Barborini, ferendoli entrambi a morte.
La tomba del Maresciallo D'Andrea si trova nel cimitero Monumentale di Bergamo.

## Onorificenze

Medaglia d'Oro al Valore Civile conferita a Luigi D'Andrea

- Luigi D'Andrea ha ricevuto la promozione postuma al grado di Maresciallo.

Sono state dedicate diverse strade alla memoria di Luigi D'Andrea:
- Crema (CR)
- Bagnatica (BG)

Gli sono state dedicate anche due caserme della Polizia stradale e il Centro Sportivo Comunale ‘M.llo
Luigi D’Andrea nel Comune di Cavernago’ e concessa la cittadinanza onoraria del Comune di Cavernago.

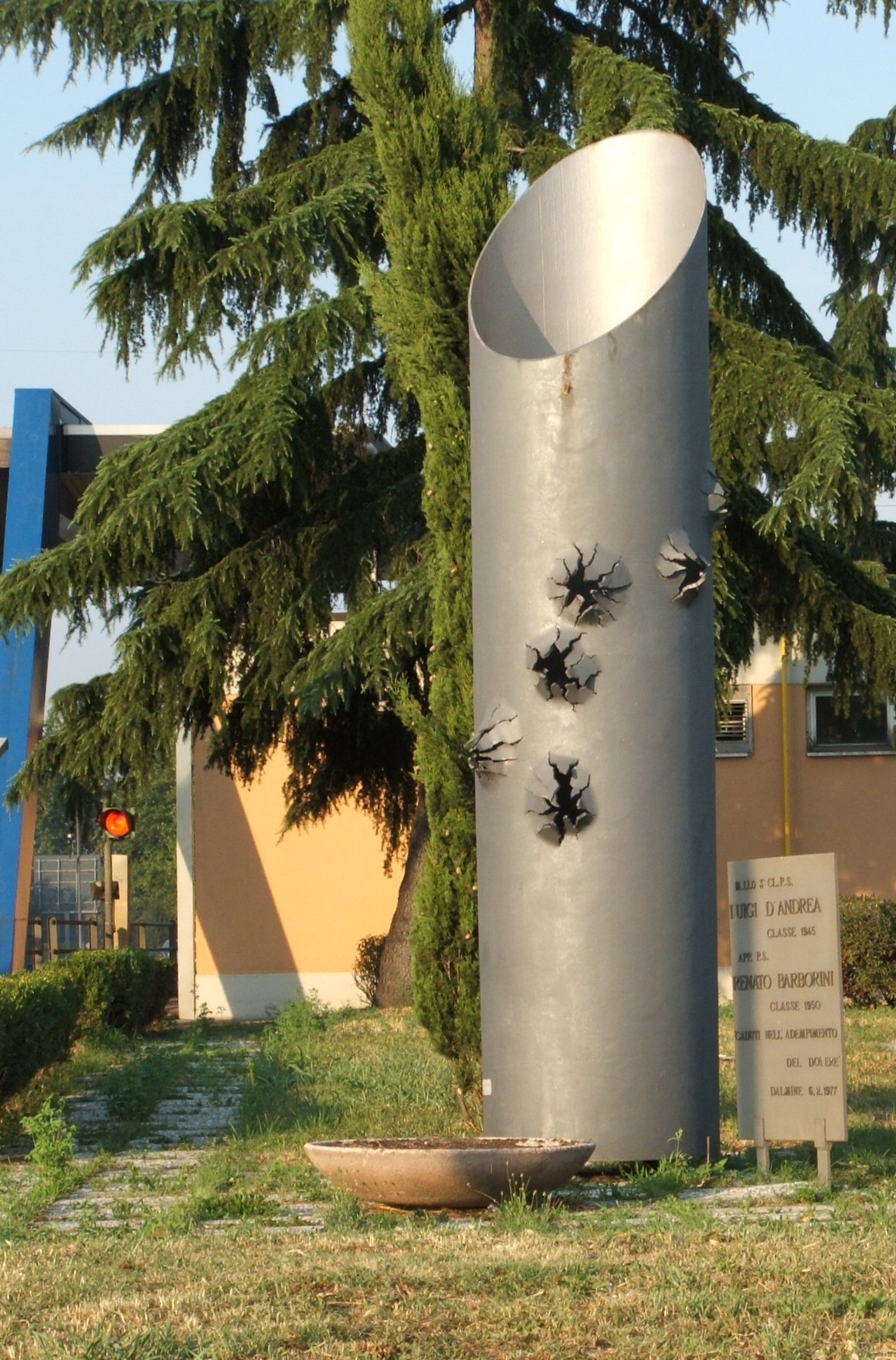
Monumento alla memoria dei poliziotti Luigi D'Andrea e Renato Barborini presso il casello autostradale di Dalmine